# Acanthogilia
Acanthogilia, monotipski biljni rod iz porodice jurničevki (Polemoniaceae), čija je jedina vrsta, A. gloriosa, trnoviti pustinjski grm koji raste u meksičkoj državi Baja California.

## Sinonimi za vrstu
- Gilia gloriosa T. S. Brandeg.
- Ipomopsis gloriosa (T. S. Brandegee) A. Grant
- Leptodactylon gloriosum (T. S. Brandegee) Wherry